# Серебряков, Павел Алексеевич
Па́вел Алексе́евич Серебряко́в (1909―1977) ― советский пианист, ректор, профессор Ленинградской консерватории. Народный артист СССР (1962). Кавалер ордена Ленина (1961).

## Жизненный и творческий путь

### Детство. Становление
Родился 15 (28) февраля 1909 года в Царицыне (ныне Волгоград) в музыкальной семье. Отец А. А. Серебряков, воспитанник Московской консерватории, и мать А. И. Серебрякова — певцы. Всего в семье было пятеро детей.
Первые уроки музыки получил у отца и старшей сестры-пианистки. Гражданская война и ранняя смерть отца вынудили его начать работать уже подростком: в хоровом кружке госпиталя РККА, затем аккомпаниатором агитвагона в Политотделе.
В 1923 году окончил Царицынское музыкальное училище (ныне Волгоградская консерватория им. П. А. Серебрякова). Далее учился в Ленинградской консерватории по классу фортепиано Л. В. Николаева (окончил в 1930 году), у него же совершенствовался в аспирантуре (до 1932 года).

### П. А. Серебряков как пианист

Памятник П. А. Серебрякову в Волгограде

Концертировал с 1929 года. В течение многих лет был олицетворением музыкальной жизни Ленинграда, одним из её символов. Выступал и как сольный исполнитель, и в ансамбле со скрипачами М. И. Вайманом, Б. Л. Гутниковым, виолончелистом М. Л. Ростроповичем, певицей К. В. Изотовой и др. Играл под управлением дирижёров Е. А. Мравинского, К. П. Кондрашина, А. К. Янсонса, Н. С. Рабиновича и многих др. Среди них сын пианиста Юрий Серебряков (1939—2016).
Виртуозность, яркая эмоциональность, одухотворенность, крупный масштаб творческого мышления позволяли пианисту самобытно и убедительно исполнять как сочинения классического и романтического репертуаров, так и произведения современных советских композиторов, многие из которых в его исполнении прозвучали впервые (Первый фортепианный концерт Д. Д. Шостаковича). Отдавал предпочтение сочинениям Л. Бетховена, Ф. Листа, Ф. Шопена, Р. Шумана, М. П. Мусоргского, П. И. Чайковского, С. В. Рахманинова, С. С. Прокофьева, Д. Д. Шостаковича.
Проводил обширные концертные циклы. Гастролировал во многих странах, в том числе в Австралии, Японии, Турции, Иране, Бразилии.

### П. А. Серебряков как педагог
С 1932 года преподавал в Ленинградской консерватории (в 1938―1951 и 1961―1977 годах — ректор). Профессор (1939). В 1941 году, оставаясь ректором, вместе с вузом эвакуировался в Ташкент (при этом для руководства не уезжавшими из Ленинграда консерваторцами назначались врио). Также работал в Латвийской консерватории (ныне Латвийская музыкальная академия имени Язепа Витола, 1954—1960). 
Среди стилевых черт Серебрякова-учителя отмечались предельная сосредоточенность, акцентуация важности осмысленного создания художественного образа играемой пьесы, гибкость в трактовке и выборе темпов (педагог часто сам показывал учащимся по-разному исполняемые фрагменты произведений), обширность педагогического репертуара, требование самостоятельно (к первому же занятию) решать технические задачи, уделение особого внимания работе над звуком, уважение к композиторскому нотному тексту (это не касалось пометок редакторов), советы по поведению перед концертом.  
Воспитал ряд известных пианистов республик Советского Союза и некоторых зарубежных стран. Среди учеников — З. А. Адигезалзаде, М. С. Волчок, В. Б. Васильев, М. Б. Гусева, Л. М. Зайчик, Г. О. Корчмар, А. Куртев, И. А. Лазько, Е. А. Мурина, Н. А. Новик, Н. Нуриджанян, Р. А. Оганян, С. А. Осколков, И. П. Подольская, Е. В. Серкова, Г. П. Фёдорова, Р. И. Хараджанян, Е. А. Шафран, Ю. Шустер, Ю. Л. Щербинин (известен как музыкально-общественный деятель), Л. П. Юшкевич, Б. К. Якимович.
Член жюри фортепианных конкурсов, среди которых Международный конкурс имени П. И. Чайковского.

### Общественная и просветительская деятельность
Член ВКП(б) с 1939 года. Как убеждённый коммунист, считал важной задачей приобщение широких народных масс к музыкальному искусству, в том числе в тяжёлых обстоятельствах. В военные годы неоднократно прилетал из эвакуации в блокированный Ленинград для выступлений; играл и в БЗФ, и перед матросами Балтфлота, и для раненых. После войны был одним из инициаторов возрождения идеи народной консерватории в Ленинграде (1961), преподавал в ней и сам, наряду со своей работой в «настоящей» консерватории. Учитывал фактор партийности в кадровой политике, что было естественным для ректора в то время, но воспринималось как несправедливость некоторыми педагогами и студентами-пианистами.

### Смерть

Могила Серебрякова на Литераторских мостках в Санкт-Петербурге.

Умер 17 августа 1977 года в Ленинграде. Похоронен на Литераторских мостках Волковского кладбища. Надгробие выполнено скульптором Л. К. Лазаревым и архитектором Л. И. Копыловским в 1986 году.

## Адрес в Ленинграде
- 1939—1941, 1944—1977 — Бородинская улица, 13[5].

## Награды и звания
- Международный конкурс пианистов имени Ф. Шопена в Варшаве (Почётный диплом, 1932)
- 1-й Всесоюзный конкурс музыкантов-исполнителей в Москве (2-я премия, 1933)
- Заслуженный деятель искусств Узбекской ССР (1944)
- Народный артист РСФСР (1957)[6]
- Народный артист СССР (1962)
- Орден Ленина (1961)
- Два ордена Трудового Красного Знамени (в том числе 1969)
- Орден «Знак Почёта» (21.02.1938) — в связи с 75-летним юбилеем Ленинградской консерватории и за выдающиеся заслуги в области подготовки музыкальных кадров
- Медали

## Память
- Именем пианиста названа Волгоградская консерватория. В 2012 году у стены консерватории открыт барельеф, на котором пианист изображен за инструментом. Автор скульптуры — народный художник России В. Г. Фетисов. Открытие приурочили к 95-летию консерватории.
- Имя пианиста в 2000 году было присвоено одной из ДМШ Центрального района Санкт-Петербурга. Современное название — Санкт-Петербургская Детская школа искусств имени П. А. Серебрякова.
- В Санкт-Петербурге в 1984 году на доме по адресу: Бородинская улица, 13, была установлена мемориальная доска пианисту (архитектор Е. М. Полторацкий)[5].
- В Волгограде проходит конкурс молодых пианистов. В 1993 году он получил имя Павла Алексеевича Серебрякова, а в 1998 году ему был присвоен международный статус. В числе лауреатов и дипломантов конкурса — молодые пианисты из России, Казахстана, Украины, Беларуси, Южной Кореи, Эстонии, Японии, США, Грузии, Латвии, Армении. Функцию директора конкурса в течение многих лет выполнял Дмитрий Рафаэлович Арутюнов, ректор (по 2015) Волгоградской консерватории им. П. А. Серебрякова.

Значимо способствует сохранению памяти о П. А. Серебрякове его внук — Павел Вячеславович Дмитриев (сын дочери пианиста Галины, музыковед, зав. библиотекой Петербургской филармонии): предоставляет и публикует материалы из семейного архива, проявляет активность на посвящённых пианисту мероприятиях, участвует в творческой жизни названной в его честь ДМШ.